# Marco Lübke

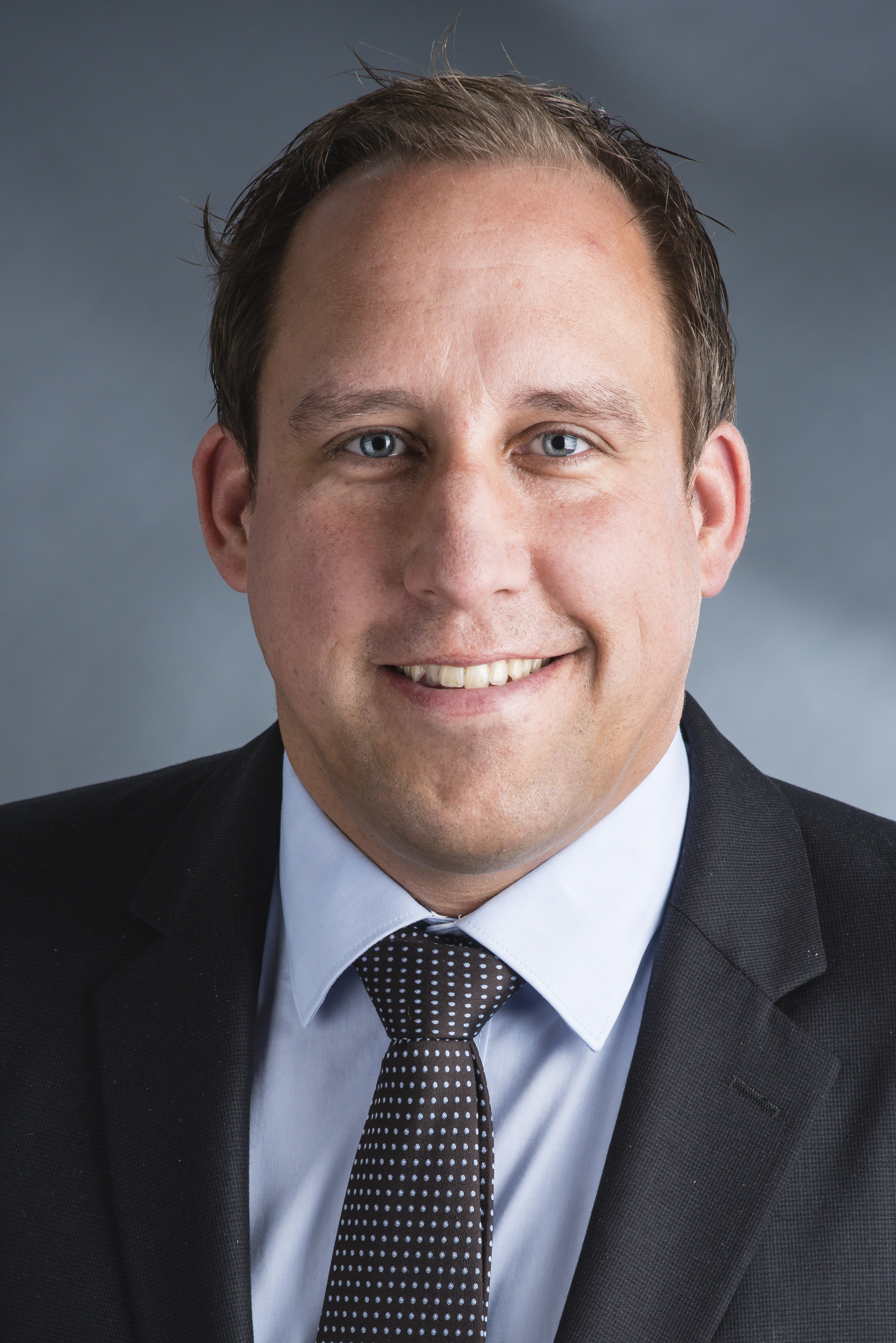
Marco Lübke, 2015

Marco Lübke (* 11. Mai 1976 in Bremen) ist ein deutscher Politiker (CDU). Er ist seit 2015 Abgeordneter der Bremischen Bürgerschaft.

## Biografie

### Familie, Ausbildung und Beruf
Lübke besuchte das Gymnasium Im Holter Feld in Bremen. Nach dem Abitur absolvierte er eine Ausbildung zum Elektroinstallateur und studierte anschließend an der Hochschule für Öffentliche Verwaltung Bremen im Studiengang Polizeivollzugsdienst mit dem Abschluss Diplom-Verwaltungswirt (FH). Er ist derzeit bei der Polizei Bremen tätig.
Lübke ist verheiratet und wohnt in Bremen-Hemelingen.

### Politik
Lübke trat 1998 der CDU Bremen und der Jungen Union bei. Von 2005 bis 2007 sowie von 2011 bis 2015 war er Mitglied des Beirats beim Ortsamt Hemelingen. In der Jungen Union Bremen hatte er verschiedene Funktionen inne, darunter den Vorsitz der JU Bremen-Ost und eine Beisitzerrolle im Kreisvorstand. Seit 2002 ist er Mitglied im Stadtbezirksverband Hemelingen, zunächst als Beisitzer, ab 2011 als stellvertretender Vorsitzender und seit 2016 als Vorsitzender. Er gehört auch dem Landesvorstand der CDU Bremen an.
Bei der Bürgerschaftswahl im Mai 2015 wurde Lübke in die Bremische Bürgerschaft gewählt. Zunächst war er sportpolitischer Sprecher sowie Sprecher für Bürgerbeteiligung, Beiräte und bürgerschaftliches Engagement. Seit der Wahl 2019 ist er Sprecher für Inneres und Sport. Er ist Mitglied im Rechtsausschuss, im Haushalt- und Finanzausschuss sowie in der Deputation für Inneres und Sport. Weitere Mandate umfassen den Landesbeirat Sport, die Parlamentarische Kontrollkommission, den Kontrollausschuss nach dem Polizeigesetz und den Betriebsausschuss Performa-Nord.
Derzeit ist er Sprecher für Innere Sicherheit und Sport der CDU-Fraktion.

#### Forderungen zur Kriminalitätsbekämpfung
Im Zusammenhang mit der Polizeilichen Kriminalitätsstatistik (PKS) 2024 für Bremen äußerte sich Lübke als innenpolitischer Sprecher der CDU-Bürgerschaftsfraktion besorgt über den Anstieg von Straftaten gegen Kinder, insbesondere sexuellen Missbrauch (+48 %) und Kinderpornografie (+70,5 %), sowie die sinkende Aufklärungsquote (−12,5 %).

### Weitere Mitgliedschaften
- Stellvertretender Vorsitzender der Schwimmsportabteilung und Vorstandsmitglied im Hauptvorstand der SV Hemelingen
- Mitglied im Stadtteilmarketing Hemelingen, der GdP und der IPA